# The Heart of Summer
The Heart of Summer è il secondo singolo estratto da Rainmaker, secondo album dei Fair Warning.

## Formazione
- Tommy Heart (voce)
- Andy Malecek (chitarra)
- Helge Engelke (chitarra)
- Ule Ritgen (basso)
- C.C.Behrens (batteria)

## Tracce
1. The Heart of Summer
2. Desert Song
3. What Did You Find
4. Sukiyaki (Live)